# Mountain (Motorpsycho)
Mountain è un EP del gruppo musicale norvegese Motorpsycho, pubblicato nel 1993 dall'etichetta Voices of Wonder.

## Il disco
Le tracce sono state registrate ai Brygga Studios di Trondheim, Norvegia tra il 28 e il 31 maggio 1993, eccetto la title track presa da una registrazione del dicembre del 1992. La masterizzazione è avvenuta nello studio Strype Audio da Audun Johan Strype.

## Tracce
Testi e musiche di Motorpsycho eccetto la traccia 3, cover dei Jefferson Airplane.
1. Mountain – 11:13
2. Fleshharrower – 3:24
3. The House at Pooneil Corners – 9:11 (Marty Balin, Paul Kantner)
4. Viscount GriSnah – 2:51
5. Sister Confusion – 4:52

Durata totale: 31:31

## Formazione
- Bent Saether - voce, basso, chitarra, mellotron, taurus, percussioni, piano giocattolo, cimbali, basso synth
- Hans Magnus Ryan - chitarre, voce, sitar, mandolino, flauti, violino, batteria, taurus
- Haakon Gebhardt - batteria, chitarra, percussioni, voce, ARP Axxe

### Altri musicisti
- Lars Wünderlien - piano, mellotron, organo hammond, voci